# Giovanni Andrea Pieri
Pour les articles homonymes, voir Pieri.
Giovanni Andrea Pieri (né à Lucques en 1808 et mort à Paris le 13 mars 1858) est un patriote et un militaire italien.

## Biographie
Giovanni Andrea Pieri est né à Santo Stefano de Moriano, une frazione de Lucques en 1808. À la suite d'un chapardage dont il est accusé, il émigre en France où il sert dans la légion étrangère.
Il s'installe à Paris, travaillant comme chapelier. Il entre en contact avec la Giovine Italia de Giuseppe Mazzini et il milite dans l'Unione degli operai italiani (Union des ouvriers italiens) organisée dans la capitale française toujours par des exilés mazziniens.
En 1848, il prend part à la révolution de Paris et à la première guerre d'indépendance en Italie comme officier des bersagliers dont il est chassé en 1849, accusé de corruption. Il retourne en France. Le coup d'État de Louis Bonaparte du 2 décembre 1851 l'oblige à émigrer à Londres, où il rencontre Felice Orsini. Dans la capitale britannique, Pieri vit en donnant des cours de langues.
Le 14 janvier 1858, à Paris, il participe avec Carlo di Rudio et Antonio Gomez à l'attentat contre Napoléon III préparé par Felice Orsini. Capturé peu avant l'attentat, l’inspecteur de police Herbert trouve sur lui une bombe, un révolver et un passeport allemand au nom de Pierey. L’arrestation de  Pieri empêche l'emploi d'une quatrième et dernière bombe.
Jugé le 25 février avec l'accusation de complicité dans l'attentat qui tua huit personnes et provoqua une centaine de blessés, il est reconnu coupable et condamné « à mort pour parricide et conduit sur le lieu de l'exécution en chemise, pieds nus, la tête couverte d'un voile noir. Il sera exposé sur l'échafaud, tandis qu'un greffier donnera lecture de la sentence et il sera exécuté immédiatement après ».
Le matin du 13 mars, sur la place devant les prisons de la Roquette, devant un large public, Pieri est guillotiné peu de temps après Felice Orsini.

## Sources
- (it) Cet article est partiellement ou en totalité issu de l’article de Wikipédia en italien intitulé « Giovanni Andrea Pieri » (voir la liste des auteurs).